# Artemisia anethifolia
Artemisia anethifolia — вид квіткових рослин з родини айстрових (Asteraceae). Поширення: Сибір, Монголія, північний Китай. Населяє схили, сухі каньйони, засолені ґрунти, засолені степи, пустки, стабільні дюни, зарості обліпихи Hippophae.

## Біоморфологічна характеристика
Це однорічна або дворічна трав'яниста рослина заввишки 20–55 см, стебла іноді дуже тонкі; всі частини ± запушені, часто ± голі. Прикореневе листя еліптичне або овально-еліптичне за контуром, 3–4.5 × 1.5–2.5(3) см, 2- або 3-перисторозсічене; сегментів 3 або 4 пари, дистальні бічні лопаті часточкові; часточки ниткоподібні, 6–12 × 0.5–1.5 мм. Найбільш верхнє листя та листоподібні приквітки 3–5-лопатеві або цілісні. Синцвіття — широка волоть з квітконосними пагонами від більшості верхніх вузлів. Квіткові голови близько або широко розташовані. Обгортка напівсферична або широкояйцеподібна, ширша за довжину, 2–3(4) мм у діаметрі; філарії ± густо опушені, іноді ± голі. Крайових жіночих квіточок 3–6. Дискових квіточок 18–28, двостатеві; відгин віночка жовтий або червоний. Сім'янка еліпсоїдної або оберненояйцеподібної форми. Цвітіння та плодіння: серпень — жовтень.